# Kościół św. Antoniego Padewskiego w Gnojnie
Kościół św. Antoniego Padewskiego w Gnojnie – katolicki kościół w Gnojnie, wzniesiony w latach 1880–1883 jako cerkiew prawosławna.
Cerkiew prawosławna istniała w Gnojnie przed 1592. W 1633 na jej miejscu wzniesiono świątynię unicką, jej fundatorem był Karol Odrowąż. Parafia unicka funkcjonowała w Gnojnie do likwidacji unickiej diecezji chełmskiej w 1875, gdy miejscowa ludność została przymusowo włączona do Rosyjskiego Kościoła Prawosławnego. W latach 1880–1883 wzniesiono, ze składek miejscowych wiernych, nową murowaną świątynię w bizantyńsko-rosyjskim. Cerkiew św. Paraskiewy poświęcił 6 sierpnia 1883 proboszcz parafii prawosławnej w Janowie Podlaskim. W 1910 obiekt był remontowany.
Cerkiew pozostawała w rękach prawosławnych do 1947, gdy została przejęta przez Kościół katolicki (po wysiedleniu ludności ukraińskiej, wyznania prawosławnego) i zaadaptowana na kościół św. Antoniego Padewskiego. Na sklepieniu obiektu zachowano fragment dawnej dekoracji malarskiej z wizerunkami świętych Marka i Mateusza.

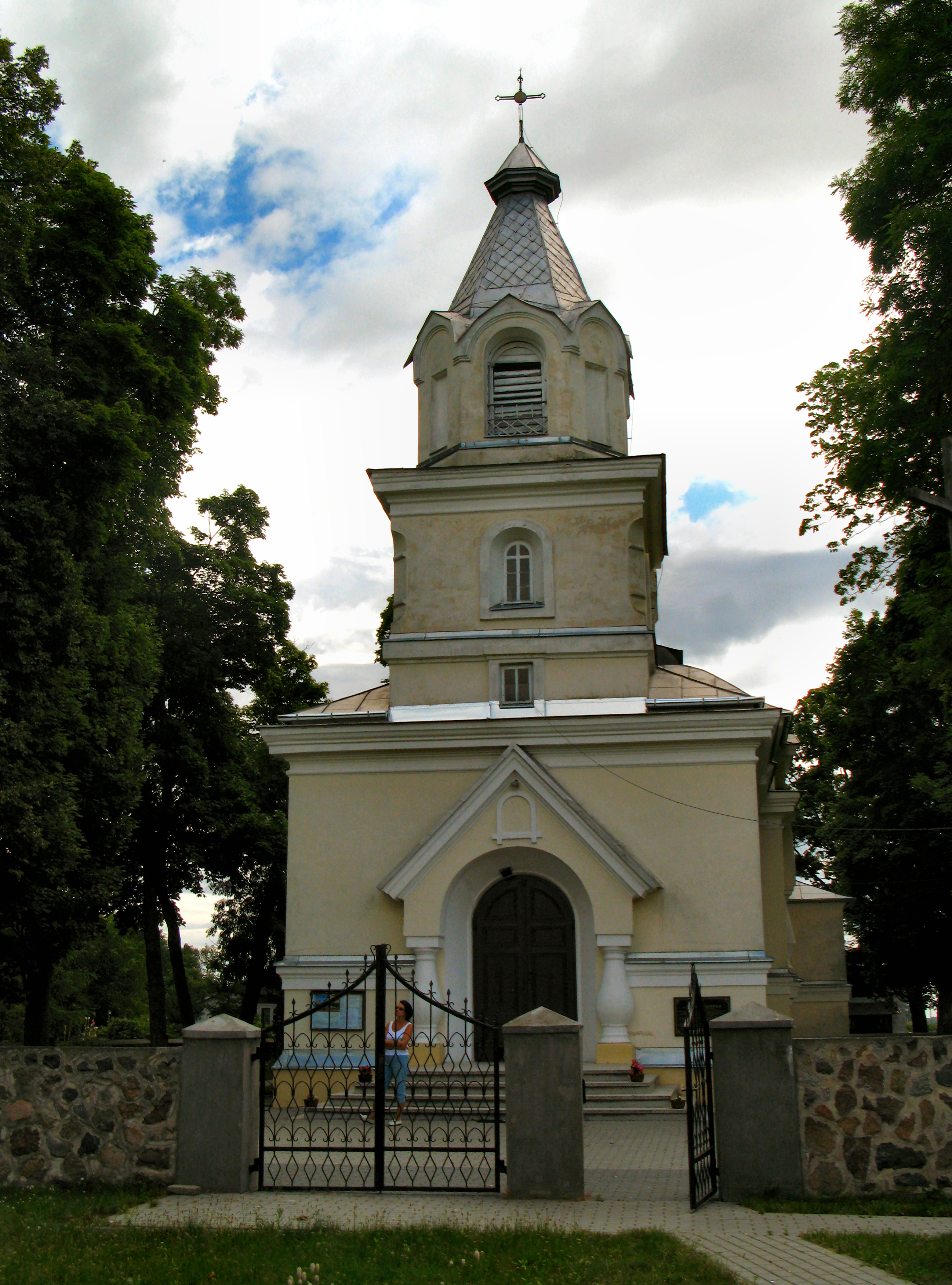
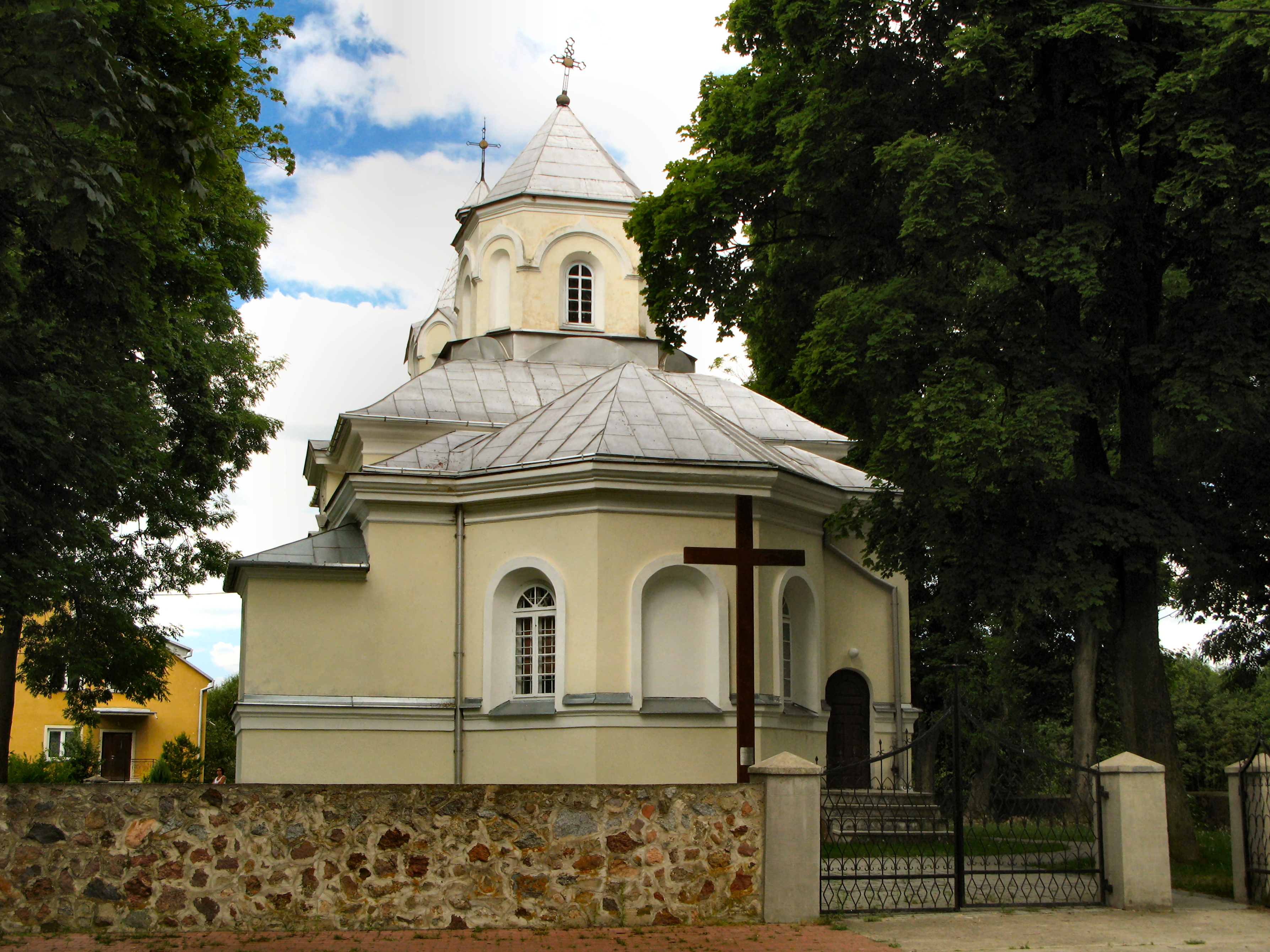
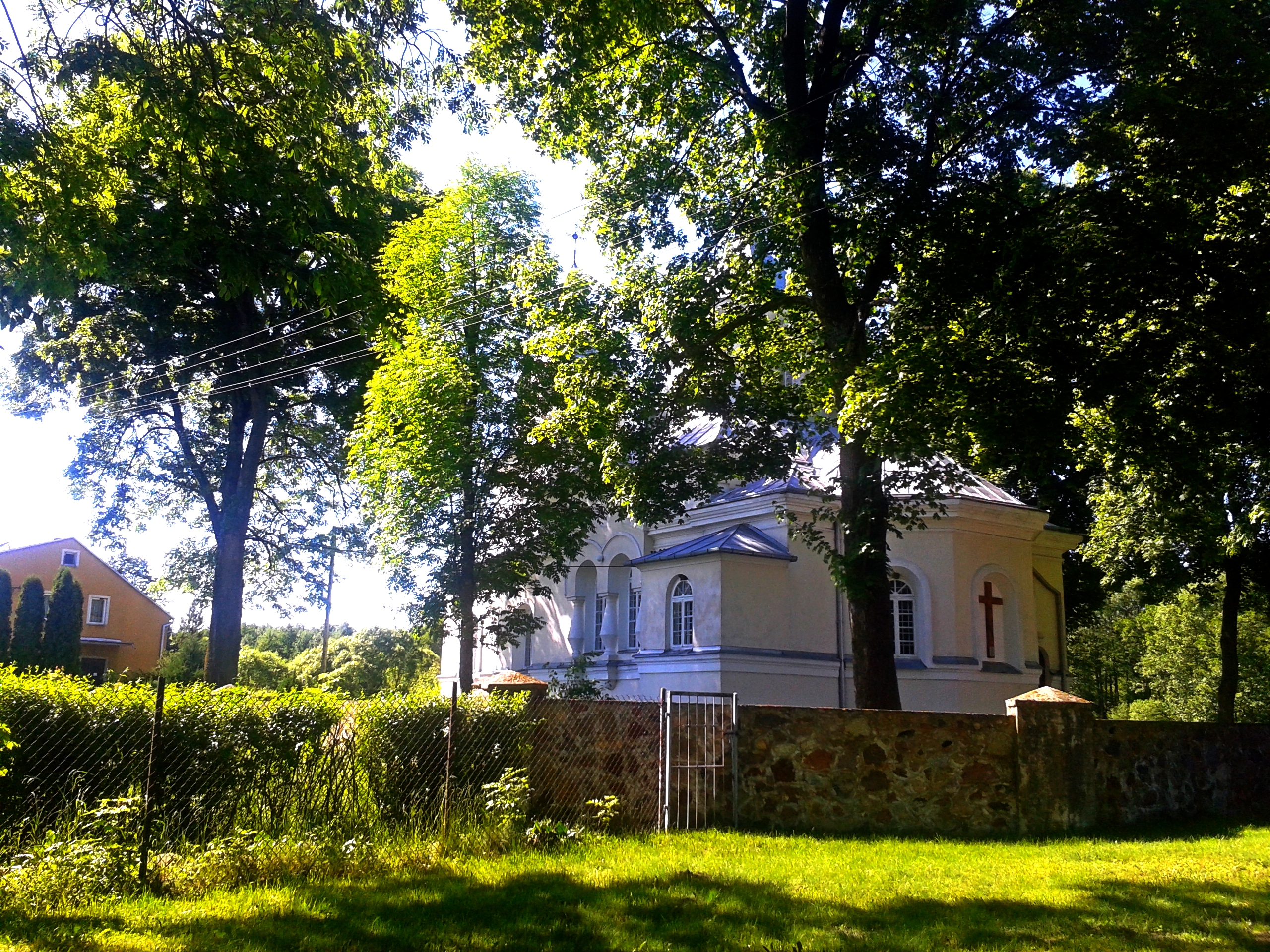
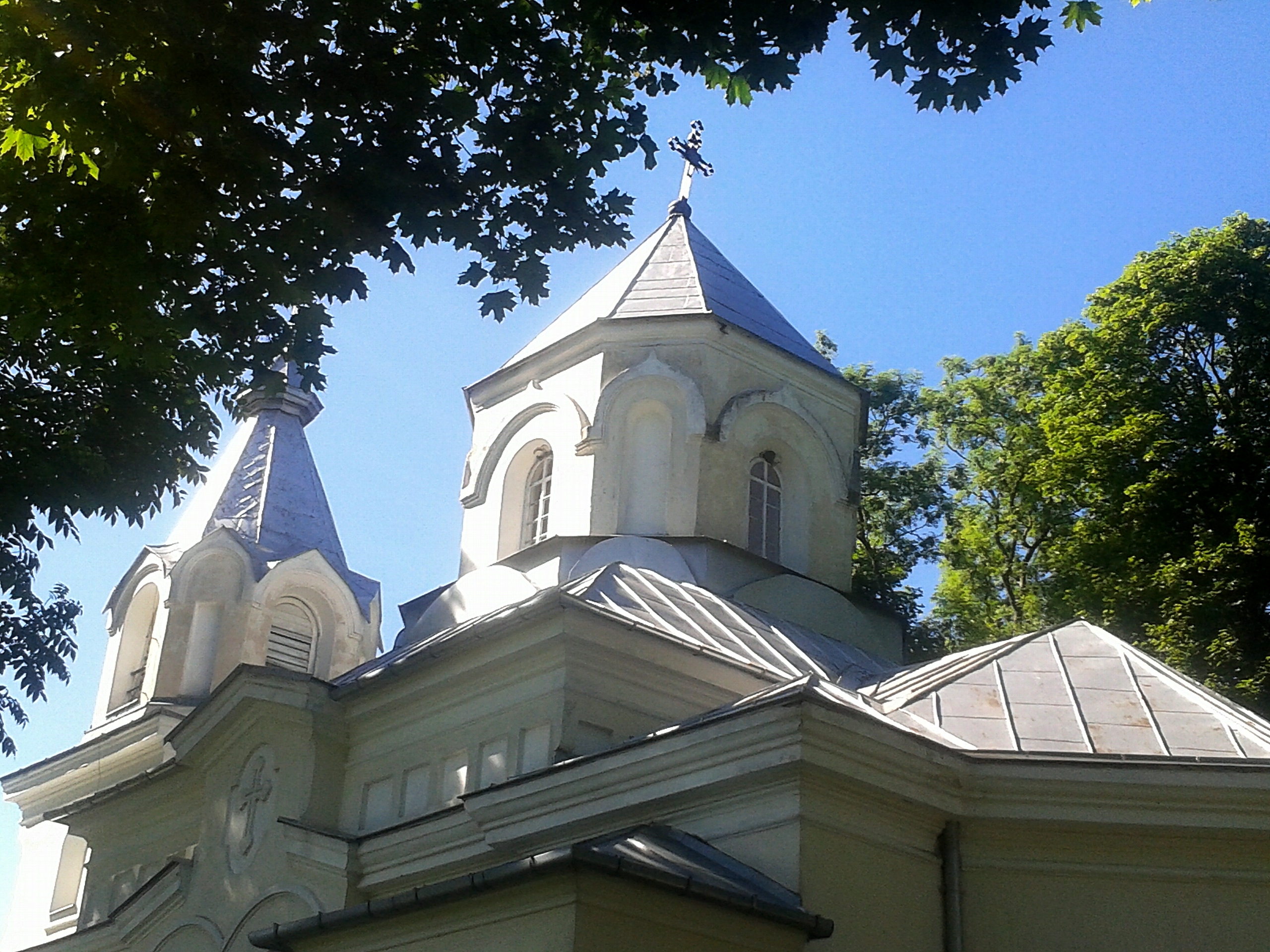
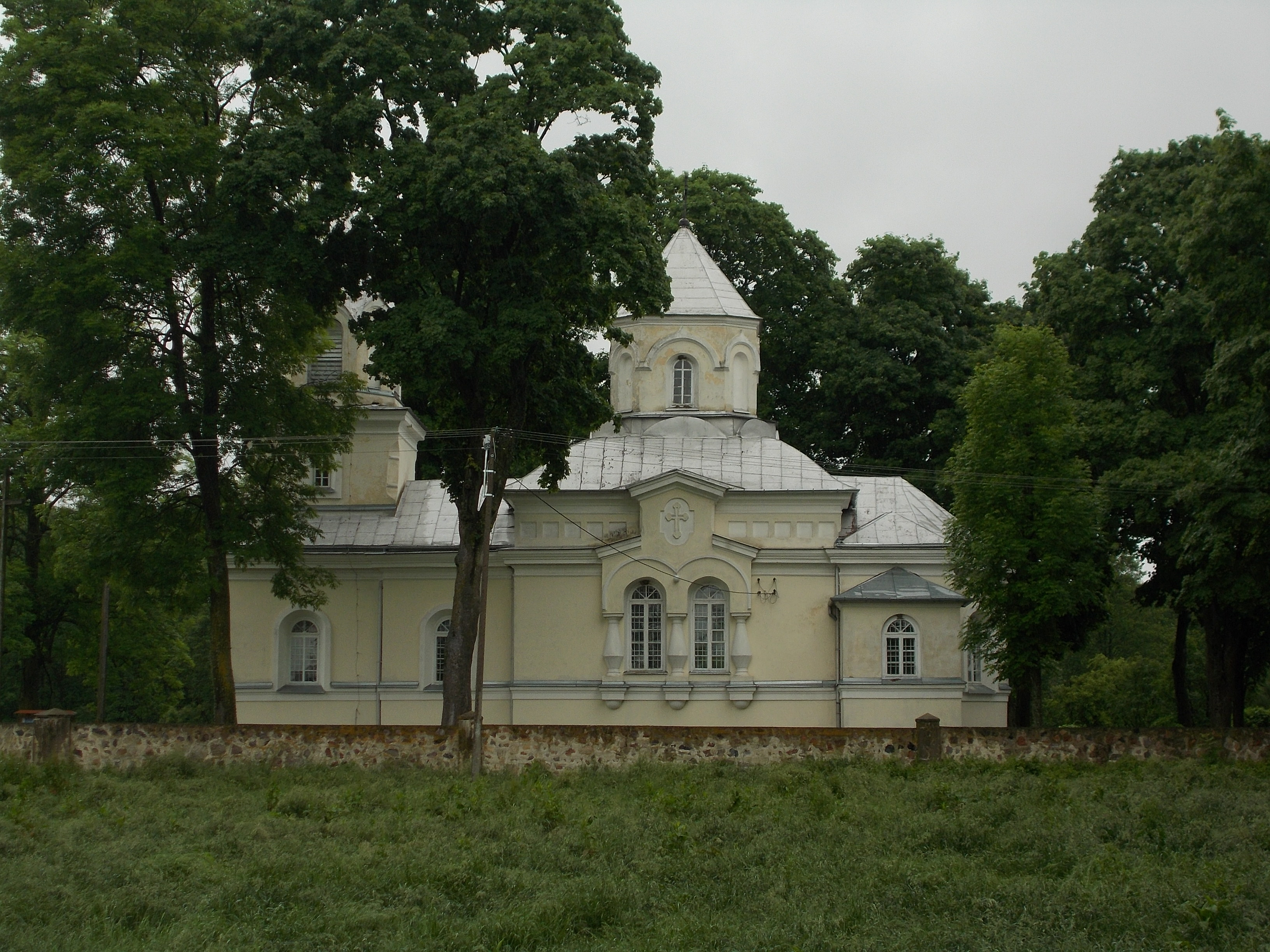
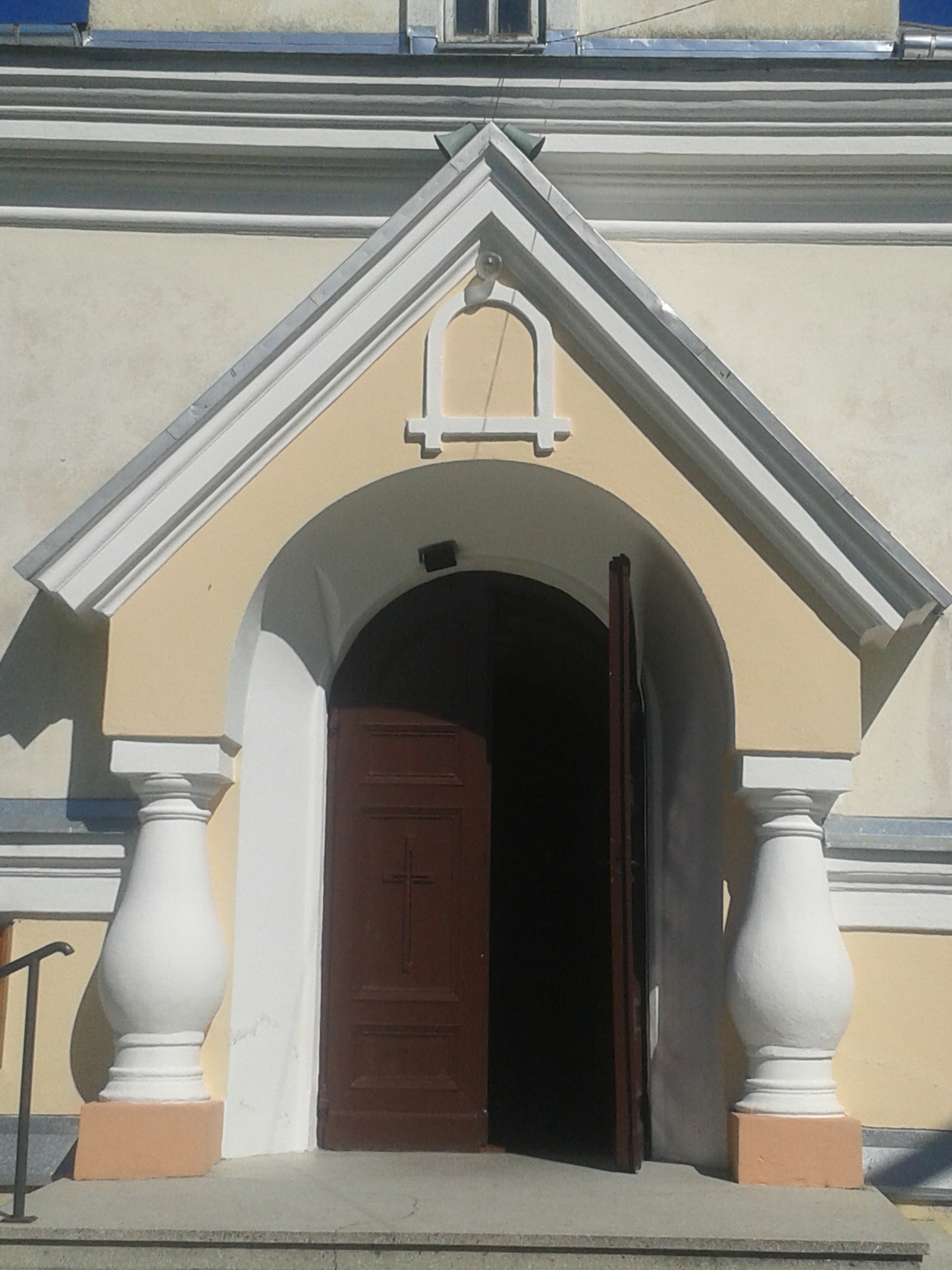
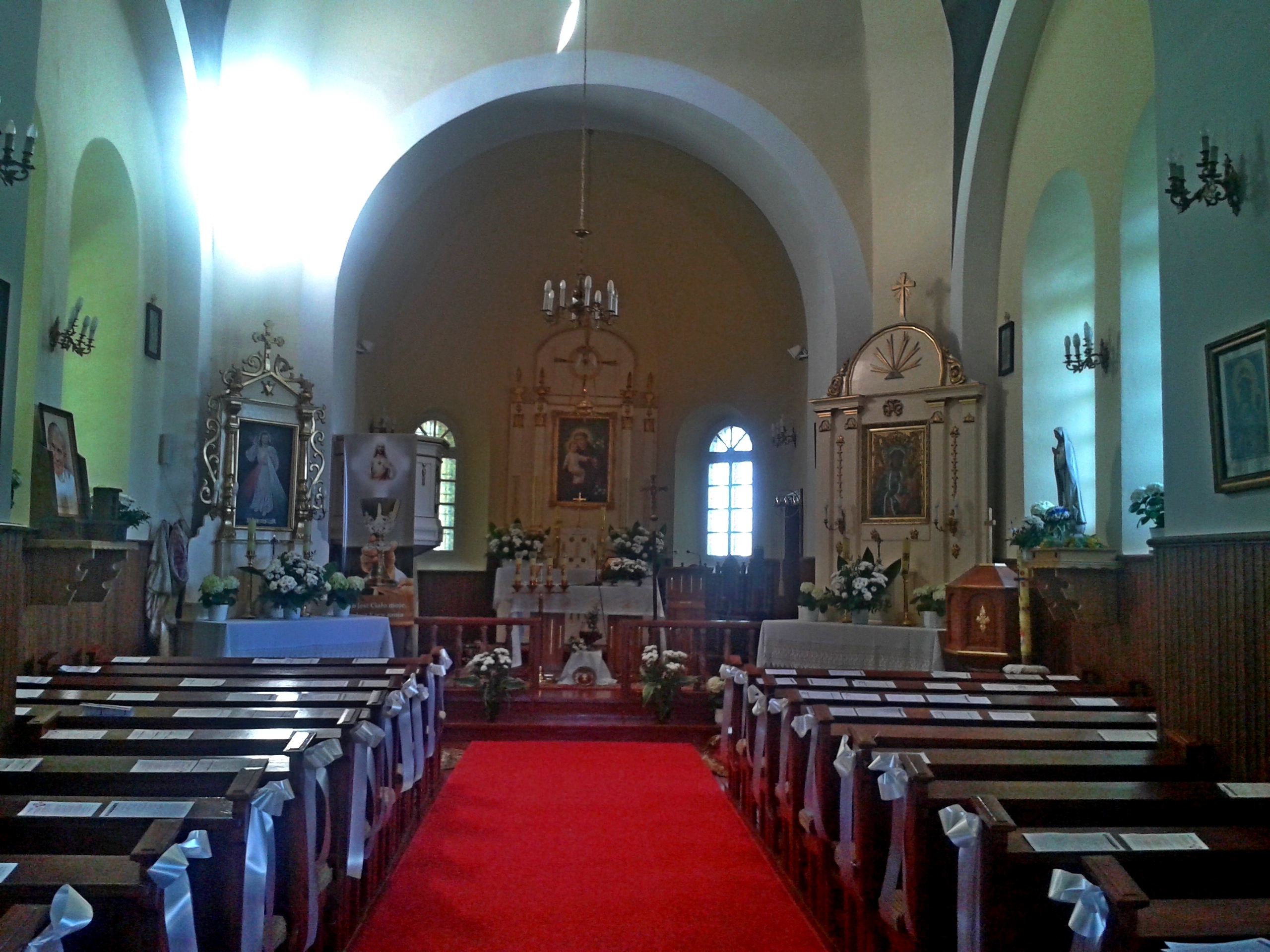